# British-Americans de Manchester
Les British-Americans de Manchester (en anglais : Manchester British-Americans) étaient une équipe américaine de basket-ball, basée à Manchester dans l'État du Connecticut. L'équipe était membre de l'American Basketball League entre 1951 et 1953.

## Historique
L'équipe des British-Americans de Manchester fut créée en 1951. Elle a joué deux saisons dans la l'ABL et elle fut champion pour la dernière saison de la league. À la fin de cette saison, l'équipe a été dissoute.

## Ligues disputées
- 1951 - 1953 : American Basketball League

## Palmarès
- Vainqueur de la American Basketball League : 1953

## Joueurs célèbres ou marquants
- Don Ackerman